# Oliver Ortmann
Oliver Ortmann (* 11. Juni 1967 in Gelsenkirchen) ist ein deutscher Poolbillardspieler. Er wurde dreimal Weltmeister (1995 im 9-Ball sowie 2007 und 2010 im 14/1 endlos) und vierzehnmal Europameister. Darüber hinaus gewann er 14 Euro-Tour-Turniere und ist mit 16 Titeln nach Thomas Engert der zweiterfolgreichste Spieler bei den deutschen Einzelmeisterschaften der Herren.

## Leben
Oliver Ortmann wurde in Gelsenkirchen geboren und wuchs dort auch auf. Nach dem Realschulabschluss absolvierte er eine Ausbildung zum Energieanlagenelektroniker. Im Alter von 20 Jahren wurde er in München Trainer und Betriebsleiter eines Billardcenters. Zehn Jahre später eröffnete er in Schrobenhausen ein eigenes Billardcafé. 2001 zog er zurück nach Gelsenkirchen und 2003 nach Hamburg. 2005 gründete er den Billard-Onlineversandhandel Ortmann Billiards.

## Karriere

### 1973–1993: Jugend und internationaler Durchbruch
Im Alter von sechs Jahren begann Oliver Ortmann in der Gaststätte seiner Eltern mit dem Billardspielen. 1984 wurde er durch einen Finalsieg gegen den Schweden Per Anda Junioreneuropameister in der Disziplin 8-Ball. 1986 wurde er im Finale gegen Thomas Engert erstmals Deutscher Meister im 14/1 endlos. Bei der EM 1986 gewann er in den Disziplinen 8-Ball und 9-Ball die Bronzemedaille. Ein Jahr später wurde er zum ersten Mal Europameister. Im Finale des 14/1-endlos-Wettbewerbs besiegte er Thomas Engert. 1988 belegte er im 14/1 endlos den dritten Platz. 1989 wurde er in dieser Disziplin Deutscher Meister und, im Finale gegen Titelverteidiger Per Anda, Europameister. Im selben Jahr gewann er in Chicago durch einen Finalsieg gegen Steve Mizerak als erster Europäer die US Open im 14/1 endlos.
Bei der EM 1990 gelang es Ortmann im Finale gegen Waldemar Markert seinen Titel zu verteidigen. Ein Jahr später unterlag er im 14/1-endlos-Finale dem Schweden Jan Lundell. Ab 1991 gewann er dreimal in Folge die deutsche 14/1-endlos-Meisterschaft. Nachdem er bei der EM 1992 im 14/1 endlos den dritten Platz belegt hatte, wurde er 1993 durch einen Finalsieg gegen Ralf Souquet erstmals 9-Ball-Europameister. Im selben Jahr verlor er bei den Germany Open, dem siebten Euro-Tour-Turnier, das Endspiel gegen Souquet. Im September 1993 gewann er die Austrian Open im Finale gegen Herbert Friedemann, im November besiegte er Bernd Jahnke im Finale der Hungarian Open. Darüber hinaus gewann er 1993 in New York durch einen Finalsieg gegen Jason Lee zum zweiten Mal die US Open im 14/1 endlos.

### 1994–2001: Erster Weltmeistertitel
Bei der EM 1994 gewann Ortmann das 9-Ball-Finale gegen den Schweden Bengt Jonasson und schaffte es damit seinen Titel zu verteidigen. Im 14/1 endlos belegte er den dritten Platz. Auf der Euro-Tour gelangen ihm 1994 fünf Turniersiege, zudem erreichte er zweimal den zweiten Platz. 1995 wurde er zum sechsten Mal Deutscher 14/1-endlos-Meister. Bei der Europameisterschaft 1995 belegte er den dritten Platz im 14/1 endlos und, nach einer Finalniederlage gegen Ralf Souquet, den zweiten Platz im 9-Ball. Im September 1995 gewann er mit den Czechia Open zum achten Mal ein Euro-Tour-Turnier. In Taipeh wurde Ortmann 1995 als erster Europäer Weltmeister. Im Finale der 9-Ball-Weltmeisterschaft besiegte er den Amerikaner Dallas West.
1996 wurde er in den Disziplinen 8-Ball und 9-Ball Europameister sowie Vizeeuropameister im 14/1 endlos. Im Mai 1996 gelang ihm bei den Czechia Open durch einen Finalsieg gegen Mika Immonen die Titelverteidigung. Im September 1996 erzielte er bei den Norrtälje Open seinen zehnten Turniersieg auf der Euro-Tour. Bei der EM 1997 belegte er den zweiten Platz im 14/1 endlos und den dritten Platz im 8-Ball. Im August 1997 schied er beim World Pool Masters im Achtelfinale aus. Bei der deutschen Meisterschaft 1997 gewann er durch einen Finalsieg gegen Klaus Zobrekis zum ersten Mal den Titel im 9-Ball. Im selben Jahr gewann er zudem die International Challenge of Champions.
Im Januar 1998 gewann Ortmann die Ultimate 9-Ball Challenge. Bei der EM 1998 blieb er erstmals seit 1986 ohne Medaillengewinn bei Einzelwettbewerben. Bei der deutschen Meisterschaft 1998 gewann er im Finale gegen Maico Kollmeyer erneut den 9-Ball-Titel. Beim World Pool Masters 1998 erreichte er das Viertelfinale. Im Oktober 1998 besiegte er im Finale der Netherlands Open den Schweden Tom Storm. Einen Monat später erreichte er das Achtelfinale der 9-Ball-Weltmeisterschaft. Bei der EM 1999 wurde er durch einen Finalsieg gegen den Schweizer Samuel Clemann Europameister im 9-Ball und Vizeeuropameister im 14/1 endlos. Im Juli 1999 gewann er bei der deutschen Meisterschaft seinen zehnten Meistertitel. Das Finale im 14/1 endlos gewann er gegen Thomas Engert. Im August 1999 erreichte er beim World Pool Masters das Viertelfinale und bei der International Challenge of Champions den zweiten Platz.
Im April 2000 wurde Ortmann durch einen Finalsieg gegen Alex Lely zum vierten Mal Europameister im 14/1 endlos. Wenige Tage später erreichte er bei den US Open in dieser Disziplin den vierten Platz. Bei der 9-Ball-Weltmeisterschaft 2000 schied er im Viertelfinale gegen den späteren Weltmeister Chao Fong-Pang aus. Wenig später gewann er die International Challenge of Champions. Im Oktober 2000 gewann er im Finale gegen Niels Feijen die Finland Open. Bei der EM 2001 gewann er die Bronzemedaille im 14/1 endlos. Bei der deutschen Meisterschaft 2001 wurde er Deutscher Meister im 14/1 endlos. Im Juli schied er bei der 9-Ball-WM in der Runde der letzten 32 aus. Auf der Euro-Tour gewann er seine einzige Medaille im Jahr 2001 mit dem dritten Platz bei den Austrian Open im November.

### 2002–2007: Zweiter Weltmeistertitel
Bei der EM 2002 wurde Ortmann durch einen Finalsieg gegen den Schweizer Sascha Specchia zum fünften Mal 9-Ball-Europameister. Im April 2002 wurde er bei den Austria Open Dritter. Im Juni erreichte er bei den Munich Open, einem Turnier der IBC Tour, den dritten Platz. Bei der 9-Ball-WM 2002 schaffte er es ins Achtelfinale. Im Oktober 2002 belegte er bei der World Pool League den dritten Platz. Bei der Europameisterschaft 2003 gelang ihm im Finale gegen Alexander Markut die Titelverteidigung im 9-Ball. Bei der deutschen Meisterschaft 2003 gewann er zum dritten Mal den Titel im 9-Ball. Im Juli 2003 schied er bei der 9-Ball-WM bereits in der Runde der letzten 64 aus. Darüber hinaus belegte er 2003 auf der Euro-Tour zweimal den zweiten Platz und bei der World Pool League den sechsten Platz.
Bei der EM 2004 wurde Ortmann im 9-Ball Dritter. Im Mai 2004 gelang ihm bei den German Open im Finale gegen Daryl Peach sein dreizehnter Euro-Tour-Turniersieg. Bei der 9-Ball-Weltmeisterschaft 2004 erreichte er die Runde der letzten 32. Im September 2004 zog er beim World Pool Masters ins Finale ein und unterlag Thomas Engert mit 6:8. Im Juli 2005 schied er bei der 9-Ball-WM in der Runde der letzten 64 aus. Bei der deutschen Meisterschaft 2005 gewann er im Finale gegen Thomas Lüttich den Titel im 14/1 endlos.
Im März 2006 wurde Ortmann durch Finalsiege gegen Ralf Souquet und Aki Heiskanen Europameister in den Disziplinen 14/1 endlos und 8-Ball. Im Mai erreichte er das Finale der Germany Open und verlor mit 7:10 gegen Harald Stolka. Bei der 2006 erstmals von der WPA ausgetragenen 14/1-endlos-Weltmeisterschaft der wurde er Siebzehnter. Im September 2006 erreichte er bei den World Open, dem dritten Turnier der International Pool Tour, den vierten Platz. Wenige Tage später unterlag er im Finale der Netherlands Open dem Niederländer Alex Lely mit 8:10. Bei der deutschen Meisterschaft 2006 wurde er Deutscher Meister in den Disziplinen 14/1 endlos und 9-Ball. Bei der 9-Ball-Weltmeisterschaft 2006 schied er in der Runde der letzten 64 aus. Im Dezember 2006 erreichte er bei den Spain Open das Halbfinale.
Im März 2007 schied Ortmann bei der 8-Ball-Weltmeisterschaft in der Vorrunde aus. Wenige Tage später wurde er hingegen durch einen 8:3-Finalsieg gegen Tony Drago zum dritten Mal 8-Ball-Europameister und konnte damit einen seiner beiden EM-Titel aus dem Vorjahr erfolgreich verteidigen. Beim World Pool Masters 2007 erreichte er das Viertelfinale. Im Juli 2007 zog Ortmann ins Finale der 14/1-endlos-Weltmeisterschaft ein. Im Endspiel besiegte er den Niederländer Huidji See mit 200:171 und wurde somit zum zweiten Mal Weltmeister. Darüber hinaus erreichte er 2007 das Halbfinale der Swiss Open und die Runde der letzten 32 bei der 9-Ball-WM.

### 2008–2013: Dritter Weltmeistertitel
Im Februar 2008 erreichte Ortmann bei den French Open das Viertelfinale. Bei der 8-Ball-WM 2008 erreichte er die Runde der letzten 32. Im August 2008 gelangte er beim 8-Ball-Wettbewerb der Europameisterschaft ins Viertelfinale. Dort musste sich der Titelverteidiger jedoch dem späteren Europameister Marcus Chamat mit 7:8 geschlagen geben. Wenige Tage später schied er bei der 14/1-endlos-Weltmeisterschaft im Viertelfinale gegen die Österreicherin Jasmin Ouschan aus. Bei der 10-Ball-WM 2008 erreichte er die Runde der letzten 64. Bei der EM 2009 erreichte Ortmann im 14/1 endlos das Halbfinale und unterlag dort dem späteren Europameister, dem Schweizer Dimitri Jungo. Bei der 14/1-endlos-WM 2009 schied er im Halbfinale aus. Im September 2009 gewann er zum vierzehnten Mal ein Euro-Tour-Turnier. Im Finale der Netherlands Open besiegte er den Engländer Imran Majid mit 9:5. Im November 2009 schied er bei der 10-Ball-WM erneut in der Runde der letzten 64 aus.
Im Mai 2010 erreichte Ortmann beim World Pool Masters das Halbfinale und verlor mit 3:8 gegen den Japaner Tōru Kuribayashi. Bei der 9-Ball-WM 2010 schied er in der Runde der letzten 64 aus. Im Oktober 2010 gewann er durch einen 200:66-Finalsieg gegen den Finnen Mika Immonen zum zweiten Mal die 14/1-endlos-WM und wurde damit zum dritten Mal Weltmeister. Nach dem Amerikaner Earl Strickland war er der zweite Spieler, der dreimal Weltmeister wurde. Wenige Wochen später erreichte er bei den Portugal Open 2010 das Viertelfinale.
Im Februar 2011 erreichte Ortmann bei der 8-Ball-Weltmeisterschaft die Runde der letzten 32. Bei der EM 2011 schaffte er es im 14/1 endlos ins Viertelfinale, musste sich dort jedoch dem Finnen Petri Makkonen mit 105:125 geschlagen geben. Bei den Italy Open 2011 erreichte er ebenfalls das Viertelfinale. Im Mai 2011 gelangte er bei der dritten Auflage der 10-Ball-WM erstmals in die Runde der letzten 32, in der er jedoch gegen Tony Drago verlor. Wenige Wochen später schied er bei der 9-Ball-WM in der Runde der letzten 64 aus. Beim nun nicht mehr als WPA-Weltmeisterschaft ausgetragenen World 14.1 Tournament 2011 erreichte er das Achtelfinale. Im Oktober 2011 wurde er Deutscher Meister in den Disziplinen 9-Ball und 14/1 endlos. Im 9-Ball-Finale besiegte er Manuel Ederer mit 11:6, im 14/1-Finale setzte er sich mit 150:75 gegen Sascha-Andrej Tege durch.
Bei der 8-Ball-WM 2012 zog er ins Viertelfinale ein und unterlag dort dem späteren Weltmeister Chang Jung-Lin mit 3:9. Darüber hinaus erreichte Ortmann 2012 das Viertelfinale der Italy Open und das Halbfinale der German Open und schied gegen die späteren Turniersieger Dominic Jentsch beziehungsweise Daryl Peach aus. Beim 10-Ball-Wettbewerb der Europameisterschaft 2013 erreichte er das Achtelfinale und unterlag dem Spanier Francisco Sánchez mit 6:8. Beim World 14.1 Tournament 2013 schied er im Achtelfinale gegen Dennis Hatch aus. Im September 2013 erreichte er bei der 9-Ball-WM die Runde der letzten 32. Im Oktober 2013 belegte er bei den US Open im 9-Ball den 25. Platz. Bei der deutschen Meisterschaft 2013 erreichte er das Halbfinale des 9-Ball-Wettbewerbs und verlor mit 4:9 gegen Nicolas Ottermann.

### 2014–2017: Gegenwart
Im Juni 2014 erreichte Ortmann bei der 9-Ball-Weltmeisterschaft die Runde der letzten 64 und verlor dort mit 5:11 gegen den späteren Finalisten Albin Ouschan. Bei der deutschen Meisterschaft 2014 gewann er nach einer 7:8-Finalniederlage gegen Sebastian Staab die Silbermedaille im 8-Ball und die Bronzemedaille im 9-Ball. Bei den Treviso Open 2014 erreichte er das Viertelfinale, ebenso bei den Italian Open 2015. Bei der 9-Ball-Weltmeisterschaft 2015 schied er in der Vorrunde aus. Bei den US Open 2015 kam er auf den neunten Platz. Im November 2015 gewann er bei den Treviso Open seine 35. Euro-Tour-Medaille, nachdem er im Halbfinale gegen den Griechen Alexander Kazakis ausgeschieden war.
Im Januar 2016 erreichte er beim Finalturnier der German Tour 2015 die Runde der letzten 32 und unterlag dort dem Philippiner Francisco Bustamante mit 6:7. Auf der Euro-Tour erreichte Ortmann 2016 bei den Italian Open und bei den North Cyprus Open das Achtelfinale. Bei der 9-Ball-WM 2016 startete er mit einem 9:5-Sieg gegen Skyler Woodward. Anschließend verlor er jedoch gegen Warren Kiamco und Ralf Souquet und schied somit erneut in der Vorrunde aus. Beim Finalturnier der German Tour 2016 im Januar 2017 erreichte Ortmann die Runde der letzten 32.

### Mannschaftskarriere
Mit dem SC Rot-Weiß Oberhausen wurde Ortmann siebenmal Deutscher Meister in den Disziplinen 8-Ball und 14/1 endlos. Nachdem er zwischenzeitlich beim PBC München-West und beim BSC Ingolstadt gespielt hatte, wechselte er 1998 zum BC Oberhausen, mit dem er in der Saison 1999/2000 in der Poolbillard-Bundesliga Deutscher Meister wurde. Später wurde er mit dem PBV Anderten (2002 und 2003) und mit dem BC Sindelfingen (2007) deutscher Vizemeister. Ab 2008 spielte er bei Hannover 96. Mit den Hannoveranern stieg er in der Saison 2008/09 in die 1. Bundesliga auf. Nach der Saison 2009/10 wurde die Billard-Abteilung des Vereins aufgelöst und Ortmann kehrte zum BC Oberhausen zurück, mit dem er 2011 und 2012 Deutscher Meister wurde. Im Sommer 2012 wechselte er zum Zweitligisten BC Queue Hamburg. Mit den Hamburgern stieg er 2015 in die 1. Bundesliga auf. In den Spielzeiten 2012/13 und 2014/15 erreichte er in der Einzelrangliste der zweiten Liga den ersten Platz. In der Saison 2015/16 schaffte der BC Queue als Sechstplatzierter den Klassenerhalt.
Mit der deutschen Nationalmannschaft wurde Ortmann vierzehnmal Europameister (1987, 1988, 1989, 1991, 1992, 1993, 1994, 1995, 1996, 1997, 1999, 2001, 2002, 2005) und zweimal Vizeeuropameister (1990, 2000).
Bei der Team-Weltmeisterschaft war er 2010 und 2012 Teil der deutschen Mannschaft. 2010 erreichte diese das Viertelfinale, 2012 das Achtelfinale.
Am World Cup of Pool nahm Ortmann dreimal teil. 2006 erreichte er gemeinsam mit Thomas Engert das Halbfinale, in dem sie gegen die späteren Sieger Efren Reyes und Francisco Bustamante verloren. 2007 bildete er gemeinsam mit Christian Reimering das deutsche Team, das in der ersten Runde gegen Singapur (Chan Keng Kwang und Toh Lian Han) ausschied. 2010 erreichte er gemeinsam mit Ralf Souquet das Halbfinale. Dort unterlagen sie den späteren Turniersiegern Li Hewen und Fu Jianbo aus China.
Beim Kontinentalvergleich Mosconi Cup war er achtmal als Spieler Teil des europäischen Teams (1994, 1995, 1996, 1997, 1998, 1999, 2002, 2004) und 2003 nichtspielender Mannschaftskapitän der Europäer. 1995, bei der zweiten Auflage des Turniers, konnte sich Europa erstmals gegen die USA durchsetzen. 2002 gelang der Mannschaft um Ortmann der zweite Sieg.

## Erfolge
| Einzel                                | Einzel                                                                             |
| ------------------------------------- | ---------------------------------------------------------------------------------- |
| 8-Ball-Junioreneuropameister:         | 1984                                                                               |
| Deutscher 14/1-endlos-Meister:        | 1986, 1989, 1991, 1992, 1993, 1995, 1999, 2001, 2005, 2006, 2011                   |
| 14/1-endlos-Europameister:            | 1987, 1989, 1990, 2000, 2006                                                       |
| US Open im 14/1 endlos:               | 1989, 1993                                                                         |
| 9-Ball-Europameister:                 | 1993, 1994, 1996, 1999, 2002, 2003                                                 |
| Austrian Open:                        | 1993                                                                               |
| Hungarian Open:                       | 1993                                                                               |
| French Open:                          | 1994                                                                               |
| Strike Brunswick Open:                | 1994                                                                               |
| Swedish Open:                         | 1994                                                                               |
| Netherlands Open:                     | 1994, 1998, 2009                                                                   |
| Swiss Open:                           | 1994                                                                               |
| Czechia Open:                         | 1995, 1996                                                                         |
| 9-Ball-Weltmeister:                   | 1995                                                                               |
| Norrtälje Open:                       | 1996                                                                               |
| 8-Ball-Europameister:                 | 1996, 2006, 2007                                                                   |
| Deutscher 9-Ball-Meister:             | 1997, 1998, 2003, 2006, 2011                                                       |
| International Challenge of Champions: | 1997, 2000                                                                         |
| Ultimate 9-Ball Challenge:            | 1998                                                                               |
| Finland Open:                         | 2000                                                                               |
| German Open:                          | 2004                                                                               |
| 14/1-endlos-Weltmeister:              | 2007, 2010                                                                         |
| Mannschaft                            |                                                                                    |
| Deutscher 8-Ball-Meister:             | 1983, 1985, 1986, 1987, 1988                                                       |
| Deutscher 14/1-endlos-Meister:        | 1986, 1987                                                                         |
| Europameister:                        | 1987, 1988, 1989, 1991, 1992, 1993, 1994, 1995, 1996, 1997, 1999, 2001, 2002, 2005 |
| Mosconi Cup:                          | 1995, 2002                                                                         |
| Deutscher Meister:                    | 1999/2000, 2010/11, 2011/12                                                        |

## Auszeichnungen
- 1996 wurde Ortmann mit dem Silbernen Lorbeerblatt ausgezeichnet.[6]
- 2014 wurde er in die Hall of Fame des Billiard Congress of America aufgenommen.[17]
- Er wurde dreimal Europas Poolbillardspieler des Jahres.[5]